# Иван Николов (награда)
Вижте пояснителната страница за други значения на Иван Николов.
 Тази статия е за наградата Иван Николов.  За поета, патрон на наградата вижте Иван Николов (поет).  За други личности, носещи това име вижте Иван Николов.
Националната награда за поезия на името на Иван Николов е учредена от ИК „Жанет 45“ през 1994 г. и се връчва ежегодно в 2 категории:
- за най-добра поетична книга и
- за цялостно творчество.

Наградата включва пластика на художника Христо Гочев и 10 000 лева.
Носители на наградата през годините са Христо Фотев, Константин Павлов, Вера Мутафчиева, Иван Цанев, Екатерина Йосифова, Иван Теофилов, Николай Кънчев, Калина Ковачева, Николай Заяков, Иван Методиев, Станка Пенчева, Ани Илков, Георги Господинов, София Несторова, Силвия Чолева, Красимира Зафирова, Кристин Димитрова, Антон Баев, Александър Секулов, Петър Чухов, Илко Димитров, Румен Леонидов, Марин Бодаков, Пламен Дойнов, Оля Стоянова, Йордан Ефтимов, Катерина Стойкова-Клемър, Васил Балев, Аксиния Михайлова, Красимир Вардиев, Валентин Дишев, Яна Букова, Надежда Радулова, Цочо Бояджиев, Кръстьо Раленков и Златозар Петров.

## Лауреати през годините
Информацията в таблицата подлежи на допълване.
| №  | Година                | Жури | Номинирани | Лауреати |
| -- | --------------------- | --- | --- | --- |
| 1  | 1995                  | | | - Христо Фотев – за цялостно творчество - София Несторова – за „Озонова наркоза“ |
| 2  | 1996                  | | | - Константин Павлов – за цялостно творчество - Антон Баев – за „Ездачът, нощта и пустинята“ |
| 3  | 1997                  | | | - Иван Цанев – за цялостно творчество - Любомир Левчев – за „Небесен срив“ - Георги Господинов – за „Черешата на един народ“                                                                                   |
| 4  | 1998                  | | | - Иван Теофилов – за цялостно творчество - Златомир Златанов – за „На острова на копрофилите“ - Кристин Димитрова – за „Образ под леда“ - Александър Секулов – за „Високо над далечината“                      |
| 5  | 1999                  | | | - Екатерина Йосифова – за цялостно творчество - Елин Рахнев – за „Октомври“ - Емил Милев – за „Повикай ме“ |
| 6  | 2000                  | | | - Николай Кънчев – за цялостно творчество - Николай Заяков – за „Дневникът на г-н Самотен“ - Борис Роканов – за „Стихове“ - Бойко Пенчев – за „Слизане в Египет“ - Надежда Радулова – за „Алби“                |
| 7  | 2001                  | | | - Иван Динков – за цялостно творчество - Георги Борисов – за „Картаген“ |
| 8  | 2002                  | | | - Калина Ковачева – за цялостно творчество - Иван Методиев – за „Време и нищо“ - Силвия Чолева – за „Зими и лета“ и „Внимателно“ - Красимира Зафирова – за „Записки върху сняг“                                |
| 9  | 29 декември 2003      | | | - Вера Мутафчиева – за цялостно творчество - Петър Чухов – за „Малки дни“ |
| 10 | 2004                  | | | - Иван Методиев – за цялостно творчество и за поетичния том „Избрано“ (посмъртно) - Георги Господинов – за „Писма до Гаустин“ - Пламен Дойнов – за „Кафепоеми“ - Александър Секулов – за „Възхитително и леко“ |
| 11 | 2005                  | | | Няма |
| 12 | 2006 (10 януари 2007) | | | - Станка Пенчева – за цялостно творчество |
| 13 | 18 декември 2007      | - Екатерина Йосифова - Иван Цанев - Николай Заяков - Георги Господинов - Румен Леонидов - Божана Апостолова | - Георги Маринов, „Тъмнозеленият цвят на нощта“ - Силвия Чолева, „Писма“ - Димитър Стефанов, „Човешки, твърде човешки“ - Иван Желев, „Без пепел“ - Рада Александрова, „Всички ангели спят“ - Божидар Богданов, „Демиургически упражнения“ | - Силвия Чолева – „Писма“, - Иван Желев – „Без пепел“ |
| 14 | 18 декември 2008      | - Малина Томова - Йордан Ефтимов - Виктор Самуилов - Ангел Игов                                             | - Николай Заяков – за „Пастирът на звездите“ - Кристин Димитрова – за „Сутринта на картоиграча“ - Георги Борисов – за „Точно в три“ - Едвин Сугарев – за „Събирачи на хартия“, - Марица Колчева – за „Стратегии за дълбоко дишане“ - Марин Бодаков – за „Ангел в зоопарка“ - Аксиния Михайлова – за „Най-ниската част на небето“ - Елин Рахнев – за „Канела“ | - Николай Заяков – за „Пастирът на звездите“ - Марица Колчева – за „Стратегии за дълбоко дишане“ (награда на издателя)                                                                                         |
| 15 | 7 декември 2009       | - Силвия Чолева - Митко Новков - Виктор Самуилов - Георги Господинов                                        | - Елица Мавродинова – за „Търг за ореоли“ - Илко Димитров – за „Продавачът на конци“ - Мария Калинова – за „Подножието на вечерята“ - Палми Ранчев – за „Софийската берлинска стена или за героите и тяхната музика“ - Стефан Иванов – за „Списъци“ - Федя Филкова – за „Моята твоя любов“ и „Второ сърце“ | - Илко Димитров – за „Продавачът на конци“ - Мария Калинова – за „Подножието на вечерята“ (награда за млад автор) - Елица Мавродинова – за „Търг за ореоли“ (награда за млад автор)                            |
| 16 | 22 декември 2010      | - Ани Илков - Иван Цанев - Миглена Николчина                                                                | - Живка Балтаджиева – за „НИКОГА други стихове“ - Кирил Василев – за „Липсващи страници“ - Екатерина Йосифова – за „Тази змия“ - Иван Ланджев – за „По вина на Боби Фишер“ - Патриция Николова – за „Яков и ангелът“ - Едвин Сугарев – за „Стихове от Камен бряг“ | - Екатерина Йосифова – за „Тази змия“ |
| 17 | 22 декември 2011      | - Екатерина Йосифова - Елин Рахнев - Илко Димитров                                                          | - Аксиния Михайлова – за „Разкопчаване на тялото“ - Валентин Дишев – за „Ортелий“ - Васил Балев – за „Злак“ - Марин Бодаков – за „Наивно изкуство“ - Румен Леонидов – за „Сляпа неделя“ - Цветанка Еленкова – за „Изкривяване“ | - Марин Бодаков – за „Наивно изкуство“ и Румен Леонидов за „Сляпа неделя“ - Малина Томова – за цялостен принос (посмъртно) - Васил Балев – за „Злак“ (награда за млад автор)                                   |
| 18 | 20 декември 2012      | - Мирела Иванова - Ани Илков - Иван Цанев                                                                   | - Йорданка Белева – за „Ѝ“ - Пламен Дойнов – за „София Берлин“ - Калоян Игнатовски – за „Брик Лейн: неделя“ - Марица Колчева – за „. Ластици“ - Едвин Сугарев – за „Сезонът на плашилото“ - Владислав Христов – за „Енсо“ | - Пламен Дойнов – за „София Берлин“ |
| 19 | 19 декември 2013      | - Биляна Курташева - Пламен Дойнов - Марин Бодаков                                                          | - Амелия Личева – за „Трябва да се види“ - Валентин Дишев – за „Маргьорит (и други регистри)“ - Диана Иванова – за „Басма и габардин“ - Оля Стоянова – за „Улица „Щастие“ - Иво Рафаилов – за „Изброими изкушения“ - Йордан Ефтимов – за „Сърцето не е създател“ | - Оля Стоянова – за „Улица „Щастие“ - Йордан Ефтимов – за „Сърцето не е създател“ |
| 20 | 17 декември 2014      | - Дарин Тенев - Здравко Дечев - Надежда Радулова                                                            | - Албена Тодорова – „Стихотворения“ (самопубликувана, 2014) - Белослава Димитрова – „Дивата природа“ (Deja Book, 2014) - Васил Балев – „Стихотворения“ (Факел Експрес, 2014) - Едвин Сугарев – „Прилив на треви“ (Фондация „Литературен вестник“, 2014) - Екатерина Григорова – „Дъска по мокрия пясък“ (Ерго, 2014) - Иван Ланджев – „Ние според мансардата“ (Жанет 45, 2014) - Катерина Стойкова-Клемър – „Как наказва Бог“ (ICU, 2014) - Мария Липискова – „Не-снимане“ (Фондация „Литературен вестник“, 2013)                            | Първа награда - Катерина Стойкова-Клемър – „Как наказва Бог“ - Васил Балев – „Стихотворения“ Поощрителна награда - Албена Тодорова – „Стихотворения“ - Белослава Димитрова – „Дивата природа“                  |
| 21 | 17 декември 2015      | - Недялко Славов - Андрей Захариев - Митко Новков                                                           | - Аксиния Михайлова – „Смяна на огледалата“ (Жанет 45, 2015) - Валери Валериев – „Факти“ (Фондация „Литературен вестник“, 2015) - Владимир Попов – „Отсъствие“ (Светулка 44 Атеней, 2014) - Илиян Любомиров – „Нощта е действие“ (Жанет 45, 2015) - Кирил Василев – „Провинции“ (Small Stations Press, 2015) - Людмила Балабанова – „Град без море“ (Жанет 45, 2015) - Рене Карабаш – „Хълбоци и пеперуди“ (Жанет 45, 2015) | Първа награда - Аксиния Михайлова – „Смяна на огледалата“ Втора награда - Владимир Попов – „Отсъствие“ - Кирил Василев – „Провинции“ Трета награда - Людмила Балабанова – „Град без море“                      |
| 22 | 2016                  | | | Обявена е нулева година. |
| 23 | 21 декември 2017      | - Екатерина Йосифова - Бойко Ламбовски - Константин Трендафилов                                             | - Валентин Дишев – „И го живея“ (Scribens/ARS, 2016) - Владислав Христов – „Обратно броене“ (Ерго, 2016) - Златозар Петров – „Топло животно и други стихотворения“ (Да, 2017) - Ивайло Добрев – „Вместо главоболие“ (Да, 2016) - Иван Сухиванов – „Нямо кино“ (LibraScorp, 2016) - Илиян Любомиров – „Лято“ (Жанет 45, 2016) - Йорданка Белева – „Пропуснатият момент“ (Жанет 45, 2017) - Красимир Вардиев – „С(р)амота“ (Да, 2016) - Маргарита Серафимова – „Демони и свят“ (Black Flamingo, 2017) - Светла Радкова – „Е.“ (Жанет 45, 2017) | - Красимир Вардиев – „С(р)амота“ - Валентин Дишев – „И го живея“ |
| 24 | 11 декември 2019      | - Светлозар Игов - Йордан Ефтимов - Юлиян Жилиев                                                            | - Антон Баев – „55 меланхолии“ (Коала Прес) - Виолета Кунева – „Почти всичко е наред“ (Жанет 45) - Иван Ланджев – „Ти, непрестанна новина“ (Жанет 45) - Кръстьо Раленков – „Кислород“ (Смисъл) - Марианна Георгиева – „Изход“ (Да) - Николай Бойков – „101 посвещения“ (Смол Стейшънс Прес) - Цвета Делчева – „Отворени възможности“ (Ерго) - Цветанка Еленкова – „Седмият жест II“ (Versus) - Цочо Бояджиев – „Книга на разкаянията и утешенията“ (Жанет 45) - Яна Букова – „Записки на жената-призрак“ (Жанет 45)                          | - Яна Букова – „Записки на жената-призрак“ Специална награда - Цвета Делчева – „Отворени възможности“ Награда за дебют - Виолета Кунева – „Почти всичко е наред“                                               |
| 25 | 17 декември 2020      | - Йордан Велчев - Иван Ланджев - Здравко Дечев                                                              | - Александър Байтошев – „Свещената гора“ (Жанет 45) - Владимир Левчев – „Писмо в небето“ (Жанет 45) - Димана Йорданова – „Писма до Ния, която не родих“ (Жанет 45) - Златозар Петров – „Машини“ (Жанет 45) - Людмила Миндова – „Дървото на спомена“ (Ерго) - Надежда Радулова – „Малкият свят, големият свят“ (Жанет 45) - Наталия Иванова – „Човек с бинокъл“ (Арс) - Радослав Чичев – „Светкавици“ (Да) - Рене Карабаш – „Братовчедката на Зорбас“ (Жанет 45) - Роберт Леви – „Anemoia“ (Лексикон)                                         | - Надежда Радулова – „Малкият свят, големият свят“ Специална награда - Златозар Петров – „Машини“ |
| 26 | 17 декември 2021      | - проф. Александър Шурбанов - доц. Гергина Кръстева - Надежда Радулова                                      | - Албена Тодорова – „Единайсетте сестри на юли“ (Жанет 45) - Валери Валериев – „Засечка“ (ВС Пъблишинг) - Габриела Манова – „Навици“ (Жанет 45) - Димитър Ганев – „Все повече ми харесва да се разхождам сам“ (Жанет 45) - Калин Петров – „Готически песни“ (ВС Пъблишинг) - Кирил Василев – „Шествието“ (Да) - Маламир Николов – „Въпрос на оцеляване“ (Арс) - Никола Петров – „Не са чудовища“ (Да) - Петър Чухов – „Есенен Великден“ (Жанет 45) - Христина Мирчева – „Риф“ (Жанет 45) - Цочо Бояджиев – „Кухата сърцевина на живота“ (Да) | - Цочо Бояджиев – „Кухата сърцевина на живота“ Специална награда - Албена Тодорова – „Единайсетте сестри на юли“                                                                                               |
| 27 | 20 декември 2022      | - Аксиния Михайлова - Александър Секулов - Иван Ланджев                                                     | - Антина Златкова – „Контражур“ (Жанет 45) - Васил Славов – „Ням“ (Атерна Прес) - Кръстьо Раленков – „Смъртта разпитва вече кой си“ (Script) - Петя Хайнрих – „Летни хитове“ (Жанет 45) - Преслава Виденова – „Постоянна експозиция“ (Жанет 45) | - Кръстьо Раленков – „Смъртта разпитва вече кой си" Награда за дебют - Преслава Виденова – „Постоянна експозиция“                                                                                              |
| 28 | 15 декември 2023      | * Мирела Иванова - доц. Гергина Кръстева - Иво Рафаилов                                                     | - Ани Илков – „До края на смъртта“ (Да) - Виолета Кунева – „Кучето на Персефона“ (Жанет 45) - Галина Николова – „Въображаеми градини“ (Да) - Златозар Петров – „Отдалечаване на ангела“ (Жанет 45) - Ина Иванова – „Нещата, за които мълчим“ (Жанет 45) - Катя Димитрова – „Плач по всички жени преди мен“ (Жанет 45) | - Златозар Петров – „Отдалечаване на ангела“ |
| 29 | 21 март 2025 г.       | - Мирела Иванова - Кристин Димитрова - Георги Гочев                                                         | - Александър Байтошев, „Анима“, Жанет 45 - Валери Валериев, „Мястото е свободно“, ВС Пъблишинг - Владислав Христов, „Пойни птици“, Ерго - Йорданка Белева, „Централна емисия“, Жанет 45 - Станимир Семерджиев, „Всички същества на рамото ми“, Скрибенс - Яна Букова, „Черно хайку“, Жанет 45 | - Владислав Христов – „Пойни птици” |